# Elmo di Wollaston

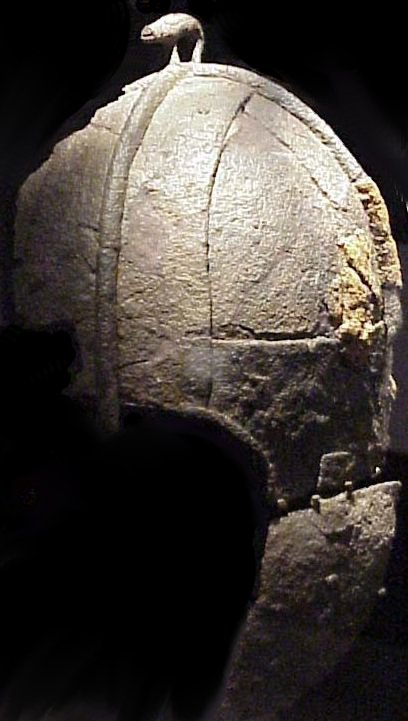
Elmo di Wollaston

L'elmo di Wollaston (o Pioneer o Northamptonshire) è un elmo anglosassone del VII secolo rinvenuto dagli archeologi nel Northamptonshire. È molto simile nella sua struttura di base all'Elmo di York, anche se presenta dimensioni più grandi. L'elmo accompagnava la sepoltura di un giovane uomo, possibilmente adagiato su un letto, con una spada, un piccolo coltello, una ciotola, tre fibbie in ferro e un gancio appendiabiti in lega di rame.
I frammenti di questo elmo sono stati trovati negli scavi a Wollaston, Northamptonshire su un sito gestito dalla Pioneer Aggregates. L'elmo porta il nome di tale società in riconoscimento del suo sostegno finanziario nel restauro e nella sua conservazione.
Dopo il restauro l'elmo era originariamente in esposizione al Royal Armouries (Leeds) al fianco di una replica, e poi al British Museum; attualmente (2010) è tornato al Royal Armouries.